# The Taste/Staffel 4
Die vierte Staffel von The Taste wurde ab dem 12. Oktober 2016 ausgestrahlt. Die Jury bestand in dieser Staffel aus den Fernsehköchen Alexander Herrmann, Frank Rosin, Cornelia Poletto und Neuzugang Roland Trettl, der schon in Staffel 1 und 3 einen Auftritt als Gastjuror hatte. Der Gewinner der 4. Staffel war Marco Zingone aus dem Team von Alexander Herrmann.

## Casting
Die erste Runde umfasste in der Fernsehausstrahlung insgesamt 27 Kandidaten. Jeder hatte 60 Minuten Zeit um einen Löffel zuzubereiten, wobei für den Einkauf jeweils 50 Euro zur Verfügung gestellt worden waren. Jeder der vier Juroren entschied nach der Blindverkostung, ob sie den jeweiligen Teilnehmer in ihr Team aufnehmen möchten. Entschied sich mehr als ein Juror für einen Kandidaten, so durfte dieser ein Team wählen. Nachdem die Teams von Frank Rosin, Alexander Herrmann und Roland Trettl vollständig waren, traten die verbleibenden drei Kandidaten zeitgleich an. Cornelia Poletto wählte dann ihren Favoriten, um das letzte Team zu vervollständigen.
| Nr. | Kandidat    | Klasse | Juroren              | Juroren          | Juroren               | Juroren                 | Entscheidung  |
| Nr. | Kandidat    | Klasse | Frank Rosin          | Cornelia Poletto | Roland Trettl         | Alexander Herrmann      | Entscheidung  |
| --- | ----------- | ------ | -------------------- | ---------------- | --------------------- | ----------------------- | ------------- |
| 1   | Verena      | Hobby  | Ja                   | Nein             | Ja ✔                  | Nein                    | Team Trettl   |
| 2   | Frank       | Profi  | Ja                   | Nein             | Ja ✔                  | Ja                      | Team Trettl   |
| 3   | Benedikt    | Hobby  | Nein                 | Nein             | Nein                  | Nein                    | -             |
| 4   | Nathanael   | Hobby  | Ja ✔                 | Nein             | Nein                  | Ja                      | Team Rosin    |
| 5   | Lavinia     | Hobby  | Ja                   | Nein             | Nein                  | Ja ✔                    | Team Herrmann |
| 6   | Christoph   | Hobby  | Nein                 | Nein             | Nein                  | Nein                    | -             |
| 7   | Christopher | Profi  | Nein                 | Ja ✔             | Nein                  | Nein                    | Team Poletto  |
| 8   | Gabriela    | -      | Nein                 | Nein             | Nein                  | Nein                    | -             |
| 9   | Alice       | -      | Nein                 | Nein             | Nein                  | Nein                    | -             |
| 10  | Monika      | -      | Nein                 | Nein             | Nein                  | Nein                    | -             |
| 11  | Marc        | -      | Nein                 | Nein             | Nein                  | Nein                    | -             |
| 12  | Felix       | Profi  | Nein                 | Ja               | Ja ✔                  | Ja                      | Team Trettl   |
| 13  | Patricia    | Profi  | Ja                   | Ja ✔             | Ja                    | Ja                      | Team Poletto  |
| 14  | Tilo        | Profi  | Ja ✔                 | Ja               | Nein                  | Ja                      | Team Rosin    |
| 15  | Bianka      | Hobby  | Nein                 | Nein             | Nein                  | Nein                    | -             |
| 16  | Christian   | Profi  | Nein                 | Ja ✔             | Nein                  | Ja                      | Team Poletto  |
| 17  | Silvia      | Profi  | Ja ✔                 | Nein             | Nein                  | Nein                    | Team Rosin    |
| 18  | Boris       | Profi  | Ja                   | Nein             | Ja ✔                  | Ja                      | Team Trettl   |
| 19  | Lena        | Profi  | Nein                 | Nein             | Team Trettl ist voll. | Nein                    | -             |
| 20  | Marco       | Profi  | Ja                   | Nein             | Team Trettl ist voll. | Ja ✔                    | Team Herrmann |
| 21  | Viviana     | Profi  | Ja ✔                 | Nein             | Team Trettl ist voll. | Nein                    | Team Rosin    |
| 22  | Gina        | Profi  | Team Rosin ist voll. | Ja               | Team Trettl ist voll. | Ja ✔                    | Team Herrmann |
| 23  | Alex        | Hobby  | Team Rosin ist voll. | Nein             | Team Trettl ist voll. | Nein                    | -             |
| 24  | Fabian      | Hobby  | Team Rosin ist voll. | Nein             | Team Trettl ist voll. | Ja ✔                    | Team Herrmann |
| 25  | Alexander   | Profi  | Team Rosin ist voll. | Nein             | Team Trettl ist voll. | Team Herrmann ist voll. | -             |
| 26  | Sandra      | Profi  | Team Rosin ist voll. | Nein             | Team Trettl ist voll. | Team Herrmann ist voll. | -             |
| 27  | Jörg        | Profi  | Team Rosin ist voll. | Ja ✔             | Team Trettl ist voll. | Team Herrmann ist voll. | Team Poletto  |

## Die Teams und Platzierungen im Team
| Platz | Name      | Gesammelte Sterne                                     |
| ----- | --------- | ----------------------------------------------------- |
| 1.    | Viviana   | Sternsymbol                                           |
| 2.    | Tilo      | Sternsymbol · Sternsymbol · Sternsymbol · Sternsymbol |
| 3.    | Nathanael | Sternsymbol                                           |
| 4.    | Silvia    | -                                                     |

| Platz | Name        | Gesammelte Sterne                       |
| ----- | ----------- | --------------------------------------- |
| 1.    | Jörg        | Sternsymbol · Sternsymbol · Sternsymbol |
| 2.    | Christian   | -                                       |
| 3.    | Patricia    | -                                       |
| 4.    | Christopher | -                                       |

| Platz | Name   | Gesammelte Sterne                                     |
| ----- | ------ | ----------------------------------------------------- |
| 1.    | Frank  | Sternsymbol · Sternsymbol · Sternsymbol · Sternsymbol |
| 2.    | Boris  | Sternsymbol · Sternsymbol · Sternsymbol               |
| 3.    | Felix  | Sternsymbol · Sternsymbol · Sternsymbol               |
| 4.    | Verena | -                                                     |

| Platz | Name    | Gesammelte Sterne |
| ----- | ------- | ----------------- |
| 1.    | Marco   | -                 |
| 2.    | Fabian  | -                 |
| 3.    | Gina    | -                 |
| 4.    | Lavinia | -                 |

## Verlauf der 4. Staffel
Die Auswahl der Kandidaten für die Teams (Casting) wurde in der ersten und zu Beginn der zweiten Episode ausgestrahlt. Ab der zweiten Episode wurden im Team- und Einzelkochen Kandidaten eliminiert.
|       |             | Episode 2 19.10.2016                      | Episode 3 26.10.2016                      | Episode 4 2.11.2016                       | Episode 5 09.11.2016                         | Halbfinale 16.11.2016                     | Finale 23.11.2016                         |
| ----- | ----------- | ----------------------------------------- | ----------------------------------------- | ----------------------------------------- | -------------------------------------------- | ----------------------------------------- | ----------------------------------------- |
|       | Gastjuror   | Tim Mälzer                                | Sascha Stemberg                           | Matthias Ludwigs                          | Ali Güngörmüş                                | Ludwig „Lucki“ Maurer                     | Peter Maria Schnurr Léa Linster           |
|       | Thema       | Gemüse                                    | Zeit                                      | Süße                                      | Europa                                       | Handwerk                                  | Aromakombinationen                        |
| Platz | Koch        | Status der Kandidaten am Ende der Episode | Status der Kandidaten am Ende der Episode | Status der Kandidaten am Ende der Episode | Status der Kandidaten am Ende der Episode    | Status der Kandidaten am Ende der Episode | Status der Kandidaten am Ende der Episode |
| 1.    | Marco       | Weiter                                    | Weiter                                    | Immun                                     | Weiter                                       | Weiter (Entscheidungskochen)              | Gewinner (4 goldene Sterne)               |
| 2.    | Frank       | Weiter                                    | Weiter                                    | Favorit (2 goldene Sterne)                | Immun (2 goldene Sterne)                     | Weiter                                    | 2. Platz                                  |
| 3.    | Jörg        | Favorit (1 goldener Stern)                | Favorit (1 goldener Stern)                | Favorit (1 goldener Stern)                | Weiter                                       | Immun                                     | Ausgeschieden (2. Phase)                  |
| 4.    | Boris       | Immun (2 goldene Sterne)                  | Favorit (1 goldener Stern)                | Weiter (Entscheidungskochen)              | Weiter                                       | Weiter                                    | Ausgeschieden (2. Phase)                  |
| 5.    | Viviana     | Weiter (trotz rotem Stern)                | Weiter                                    | Weiter                                    | Favorit (1 goldener Stern)                   | Weiter                                    | Ausgeschieden                             |
| 6.    | Tilo        | Weiter                                    | Weiter                                    | Weiter (Entscheidungskochen)              | Weiter (Entscheidungskochen)                 | Favorit (4 goldene Sterne)                | Ausgeschieden                             |
| 7.    | Christian   | Weiter                                    | Weiter                                    | Weiter                                    | Weiter (Entscheidungskochen)                 | Ausgeschieden                             |                                           |
| 8.    | Fabian      | Weiter                                    | Weiter (Entscheidungskochen)              | Weiter                                    | Weiter (Entscheidungskochen)                 | Ausgeschieden                             |                                           |
| 9.    | Gina        | Weiter                                    | Immun (2 rote Sterne)                     | Weiter                                    | Weiter                                       | Ausgeschieden                             |                                           |
| 10.   | Felix       | Weiter                                    | Favorit (2 goldene Sterne)                | Favorit (1 goldener Stern)                | Ausgeschieden (1 goldener und 1 roter Stern) |                                           |                                           |
| 11.   | Patricia    | Weiter                                    | Weiter (Entscheidungskochen)              | Weiter                                    | Ausgeschieden                                |                                           |                                           |
| 12.   | Verena      | Weiter (trotz rotem Stern)                | Weiter                                    | Ausgeschieden                             |                                              |                                           |                                           |
| 13.   | Nathanael   | Favorit (1 goldener Stern)                | Weiter                                    | Ausgeschieden                             |                                              |                                           |                                           |
| 14.   | Silvia      | Weiter                                    | Ausgeschieden                             |                                           |                                              |                                           |                                           |
| 15.   | Christopher | Ausgeschieden (durch zwei rote Sterne)    |                                           |                                           |                                              |                                           |                                           |
| 16.   | Lavinia     | Ausgeschieden                             |                                           |                                           |                                              |                                           |                                           |

Legende
| Element                      | Bedeutung |
| ---------------------------- | --- |
| Weiter                       | Ohne goldenen oder roten Stern weiter gekommen.                                                                             |
| Weiter (Entscheidungskochen) | In der 2. Phase eines der schlechtesten Gerichte gekocht (rote/r Stern/e), aber im Entscheidungskochen nicht ausgeschieden. |
| Favorit                      | In der 2. Phase eines der besten Gerichte gekocht.                                                                          |
| Immun                        | In der 1. Phase bestes Gericht gekocht und somit sicher in der nächsten Show.                                               |
| Ausgeschieden                | Im Entscheidungskochen das schwächste Gericht gekocht.                                                                      |
| Ausgeschieden                | In der 1. Phase vom Coach eliminiert.                                                                                       |

## Einschaltquoten
| Folge               | Datum               | Zuschauer | Zuschauer     | Marktanteil | Marktanteil   | Quelle |
| Folge               | Datum               | Gesamt    | 14 – 49 Jahre | Gesamt      | 14 – 49 Jahre | Quelle |
| ------------------- | ------------------- | --------- | ------------- | ----------- | ------------- | ------ |
| 1                   | 12. Okt. 2016       | 1,41 Mio. | -             | -           | 7,8 %         | [ 2 ]  |
| 2                   | 19. Okt. 2016       | 1,56 Mio. | 0,79 Mio.     | 5,7 %       | 7,9 %         | [ 3 ]  |
| 3                   | 26. Okt. 2016       | 1,57 Mio. | 0,90 Mio.     | 5,7 %       | 8,7 %         | [ 4 ]  |
| 4                   | 2. Nov. 2016        | 1,69 Mio. | -             | 5,9 %       | 9,3 %         | [ 5 ]  |
| 5                   | 9. Nov. 2016        | 1,69 Mio. | -             | -           | 9,1 %         | [ 6 ]  |
| 6                   | 16. Nov. 2016       | 1,92 Mio. | 1,16 Mio.     | 6,9 %       | 12,1 %        | [ 7 ]  |
| 7                   | 23. Nov. 2016       | 1,76 Mio. | 1,02 Mio.     | 6,4 %       | 10,5 %        | [ 8 ]  |
| Staffeldurchschnitt | Staffeldurchschnitt | 1,68 Mio. | -             | -           | 9,4 %         | [ 9 ]  |